# Battle of Britain
Battle of Britain — компьютерная игра в жанре варгейма, разработанная и изданная американской компанией TalonSoft в 1999 году.

## Игровой процесс
Battle of Britain является компьютерной игрой в жанре стратегии, действия которой разворачиваются во время Второй мировой войны. Игрок управляет военно-воздушными силами Германии или Британии и должен либо защищать остров от нападения немецкой авиации, либо, наоборот, успешно атаковать Британию. Задача игрока — отдать ряд задач для самолётов перед началом боя для успешной атаки или отражения врага. При этом игрок не может влиять на ход битвы после её начала.

## Восприятие
| Сводный рейтинг    | Сводный рейтинг |
| Агрегатор          | Оценка          |
| ------------------ | --------------- |
| GameRankings       | 70,18 %         |
| Иноязычные издания |                 |
| Издание            | Оценка          |
| GamePro            | 3,5/5           |
| GameSpot           | 7,7/10          |

Игра получила в целом положительные отзывы игровой прессы.
Рецензент GameSpot не оценил управление Battle of Britain. Не всю информацию можно получить быстро, и обилие окон может перекрывать игровую карту.